# Personaggi della Saga di Geralt di Rivia
Questa è una lista dei personaggi della Saga di Geralt di Rivia, una serie di diverse raccolte di racconti e otto romanzi fantasy scritti dall'autore polacco Andrzej Sapkowski e pubblicati nel corso degli anni novanta.

## Protagonisti

### Geralt di Rivia
Geralt di Rivia (Geralt z Rivii) è lo strigo protagonista della saga. Grazie alle mutazioni e ai duri addestramenti a cui è stato sottoposto al suo reclutamento, dispone di sensi e riflessi enormemente sviluppati, capacità di controllare battito cardiaco e di resistere a qualsiasi veleno, immunità dalle malattie, invecchiamento rallentato e impareggiabilità negli scontri corpo a corpo e con la spada, tutte abilità fornitegli per poter cacciare a pagamento qualsiasi tipo di mostro che minacci la vita di umani e non-umani, ovvero ciò che uno strigo è destinato a fare per tutta la sua vita.
Le vicende della saga sono incentrate sul suo rapporto con la maga Yennefer e con la "bambina sorpresa" Ciri, quest'ultima costantemente minacciata sia dai maghi che vogliono utilizzare per i loro interessi i poteri sovrannaturali della ragazza che da Nilfgaard, in quanto figlia dell'imperatore Emhyr var Emreis.

### Cirilla Fiona Elen Riannon
Cirilla Fiona Elen Riannon, principessa di Cintra ed erede del Sangue Antico, chiamata semplicemente Ciri, è la Bambina Sorpresa destinata ancor prima della sua nascita allo strigo Geralt di Rivia. I loro destini sono inevitabilmente intrecciati e, a partire dagli avvenimenti del romanzo Il sangue degli elfi, Geralt cercherà di proteggerla, anche a costo della vita, dalle numerose minacce che la ragazza dovrà affrontare per via delle sue origini e dell'antica profezia che la riguarda.

### Yennefer di Vengerberg
Yennefer di Vengerberg (Yennefer z Vengerbergu) è una potente maga, grande amore di Geralt di Rivia, che lo aiuta a proteggere Ciri, che dagli eventi del romanzo Il sangue degli elfi è per lei come una figlia.
Nel film e nella serie televisiva è interpretata dall'attrice polacca Grażyna Wolszczak, mentre nella serie televisiva di Netflix è interpretata da Anya Chalotra. Nei videogiochi appare solo in The Witcher 3: Wild Hunt, nel quale supporta Geralt nella sua missione per trovare Ciri. Rappresenta la scelta amorosa principale del protagonista in contrapposizione a Triss Merigold, già presente nei due precedenti capitoli videoludici.
Ha un viso triangolare contornato da folti e ricci capelli corvini che ama pettinare spesso, occhi violetti e labbra sottili. Ama vestirsi sempre di nero e con una camicia di pizzo bianca, e utilizza un caratteristico profumo di lillà e uva spina. Porta al collo una stella di ossidiana magica tenuta da un nastro di velluto nero. Viene detto che un tempo era affetta da cifosi, poi corretta con la magia. Durante la battaglia in difesa di Sodden contro Nilfgaard, alla quale numerosi maghi avevano partecipato per difendere i Regni del Nord, Yennefer perde momentaneamente la vista, che le viene restituita grazie a delle potenti cure magiche. Nonostante la veneranda età (nel sesto volume della saga letteraria, La Torre della Rondine, ha 94 anni), fisicamente dimostra un'età molto più giovane, a causa dell'invecchiamento estremamente rallentato di cui gode ogni mago o maga. Tale qualità è però pagata a caro prezzo con la sterilità, che Yennefer non accetta e ha più volte cercato, inutilmente, di curare. È infatti un personaggio che difficilmente desiste dal raggiungere gli scopi che si prefigge; anche se inizialmente viene presentata come una donna senza scrupoli, egoista e individualista, è anche estremamente acuta, furba e intelligente, e dopo aver conosciuto Geralt (il quale la chiama "Yen") viene mostrato il suo lato più dolce e romantico, anche se negli anni i due si lasciano più volte e Yennefer ha avuto modo di frequentare il suo vecchio amante alle spalle di Geralt. Verso la fine della saga, tuttavia, davanti alla morte i due si dichiareranno amore eterno.
Conosce lo strigo Geralt nell'ultimo racconto della raccolta Il guardiano degli innocenti, L'ultimo desiderio; tuttavia la sua prima apparizione nella saga è nel racconto Il limite del possibile, contenuto in La spada del destino.
Nel racconto L'ultimo desiderio, dopo aver scoperto che Ranuncolo, fedele compagno di avventure di Geralt, ha in suo potere un jinn (un genio dell'aria), cerca di impossessarsene con l'inganno. Tuttavia Geralt capisce, con il susseguirsi delle vicende, che è lui in realtà ad avere un ultimo desiderio da far esaudire al jinn a disposizione. Per salvare la vita di Yennefer, esprime quindi un desiderio poco prima che il jinn li uccida entrambi, in modo da legare indissolubilmente i loro destini per sempre. In quel momento nasce l'amore che legherà Geralt e Yennefer per tutto il resto della saga, nonostante i numerosi litigi e separazioni che avverranno tra di loro. Nasce un forte rapporto, quasi materno, anche con la piccola Ciri, alla quale la maga insegnerà le basi delle arti magiche.
Quando avviene la rottura del circolo dei Maghi a Thanedd nel secondo romanzo Il tempo della guerra, Yennefer riesce a trarre in salvo Ciri ma viene compressa magicamente, per rischiare che venga uccisa, in una minuscola statuetta dalla maga elfica Francesca Findabair. In questo periodo viene incolpata della sparizione di Ciri e di essersi alleata con il malvagio mago Vilgefortz, la mente dietro i disordini avvenuti a Thanedd, anche se Geralt, intanto in viaggio con la sua compagnia per trovare Ciri, rifiuta di credere a tali voci. Quando viene liberata da Francesca in Il battesimo del fuoco, questa la convince a partecipare a una riunione della Loggia delle Maghe, ma non appena viene a sapere che il loro fine è utilizzare lo stato di sangue di Ciri per i loro scopi politici, riesce a teletrasportarsi altrove grazie all'aiuto della lì presente Fringilla Vigo. Appare nel mare vicino alle isole Skellige, e dopo essere stata accolta dallo jarl Crach an Craite progetta di raggiungere il covo di Vilgefortz per andare a salvare Ciri. Il suo piano però fallisce, e viene fatta prigioniera e torturata dal mago, che cerca di estrarle informazioni sulla posizione di Ciri, non riuscendoci grazie alla forza di volontà di Yennefer. In La Signora del Lago la ragazza si presenta di sua volontà al covo, e viene fatta anche lei prigioniera. Prima che le possa essere fatto qualcosa, però, Geralt irrompe nel castello con la sua compagnia e trae in salvo le due. Vede la morte in faccia quando decide di uccidersi con Geralt e consegnare Ciri all'imperatore di Nilfgaard Emhyr var Emreis, ma questi viene impietosito alla vista della reazione di Ciri quando capisce che non rivedrà più né Geralt né Yennefer, e li risparmia. Tempo dopo viene convocata con Ciri dalla Loggia delle Maghe, che vuole imporre a Ciri di entrare a far parte del loro circolo. Alle due viene consentito di rivedere un'ultima volta Geralt, che però ritrovano ferito mortalmente a Rivia. Yennefer cerca inutilmente di curarlo con i suoi poteri, perdendo completamente le forze e svenendo per l'enorme sforzo. Viene quindi portata via con Geralt su una barca spuntata dalla nebbia da Ciri, che comincerà a viaggiare di mondo in mondo da sola. Quando Yennefer e Geralt si risvegliano, si ritrovano in un posto completamente sconosciuto, non preoccupandosi troppo di dove siano finiti e ritrovandosi felice del solo poter rimanere insieme a lui.

## Alleati

### Ranuncolo
Ranuncolo (Jaskier) è un trovatore, poeta e menestrello, fedele amico e occasionalmente compagno di viaggio di Geralt di Rivia.
È uno dei poeti più famosi dei Regni del Nord, oltre che per le sue abilità compositive, musicali e canore, anche grazie alla sua fama di dongiovanni. Suole vestire un farsetto color susina con polsini di pizzo e un cappello dello stesso colore ornato da un fermaglio d'argento e da una lunga piuma di airone, e porta sempre con sé il suo liuto.
Nel terzo libro, ambientato nell'anno 1264, Dijkstra fa approssimativamente riferimento all'età di Ranuncolo:
Successivamente, oltre un anno dopo, viene asserito dallo stesso Geralt che il poeta non ha ancora raggiunto i 40 anni.
Sin dall'inizio della ricerca di Ciri in Il battesimo del fuoco, Ranuncolo sta al fianco di Geralt nonostante i tanti pericoli mortali e le basse probabilità di riuscita della missione. Giunti a Toussaint, però, dopo un lungo e incessante periodo sempre in viaggio, scopre che la sua amante prediletta, la duchessa Anna "Annetta" Henrietta, padrona di quelle terre, è divenuta vedova e il suo defunto marito non è più una minaccia per Ranuncolo, che nella città di Beauclair è conosciuto formalmente come il "visconte Julian Alfred Pankratz di Lettenhove". Dopo che la compagnia di Geralt trascorre lì l'inverno, quindi, anziché ripartire con loro decide di rimanere a Toussaint con Annetta. Tuttavia, quando il poeta viene scoperto con un'altra donna, la duchessa lo condanna a morte. Proprio durante l'esecuzione, però, sotto gli occhi di Geralt e Ciri appena arrivati a Beauclair per visitarlo, Ranuncolo viene graziato dalla duchessa e viene invece bandito a vita da Toussaint. Si riunisce così a Geralt per il loro ultimo viaggio a Rivia.
Nella serie di videogiochi è chiamato con il suo nome inglese, Dandelion.

### Milva
Milva, vero nome Maria Barring, è un'esperta arciera e cacciatrice che si accompagna Geralt nella sua lunga ricerca di Ciri. Conosce lo strigo quando questi è in convalescenza presso le driadi di Brokilon. Sino ad allora Milva si occupava di aiutare le bande Scoia'tael in fuga dai soldati umani che li inseguivano a trovare rifugio a Brokilon, dove questi ultimi non potevano entrare per paura delle driadi. Dopo aver fatto la conoscenza di Geralt e avergli salvato la vita durante, si unisce a lui quando decide di lasciare il rifugio con Ranuncolo, nonostante sia ancora debole, per cercare Ciri. In seguito, durante il viaggio con la compagnia intanto ampliata dall'ingresso del vampiro Regis e del cavaliere Cahir, è costretta a confessare a causa dei sempre più frequenti malesseri che è incinta di un elfo con cui tempo prima riuscì a salvarsi per miracolo da un battaglione nemico. Con il supporto morale di Geralt, decide di tenere il bambino e continuare il viaggio sino a quando il suo fisico glielo permetterà. Tuttavia, il giorno dopo, durante il loro inaspettato coinvolgimento in una battaglia tra l'esercito di Rivia e le truppe di Nilfgaard sulle rive del fiume Jaruga che intendevano attraversare, viene colpita da un dardo all'inguine e abortisce.
Continua a viaggiare con la compagnia sino allo scontro finale con Vilgefortz al castello di Stygga, durante il quale muore trafitta violentemente da una freccia nel tentativo di liberare i suoi compagni da un assedio degli arcieri nemici.

### Cahir Mawr Dyffryn aep Ceallach
Cahir è il soldato nilfgaardiano che aveva il compito, direttamente impostogli dall'imperatore Emhyr, di rapire la principessa Cirilla durante l'assedio di Cintra e portargliela. Dopo aver fallito due volte, l'ultima delle quali venendo per poco ucciso da Ciri stessa e da Geralt, che però prova pietà per lui e lo lascia andare, viene catturato dai suoi ex alleati e chiuso in una cassa diretta a Nilfgaard, per essere processato e condannato a morte per tradimento. Si salva grazie al fortuito intervento di Geralt, Ranuncolo e Milva, che per caso incontrano il carro sul quale era trasportato proprio durante un attacco nemico. Cerca in ogni modo di unirsi a loro, venendo però respinto da Geralt che lo riconosce subito come l'uomo degli incubi ricorrenti di Ciri (fu lui a portarla in salvo dalle macerie in fiamme di Cintra, ma che poi la perse appena dopo). Continua quindi a seguire la compagnia da lontano, alla quale nel frattempo si aggiunge anche il vampiro Regis, sino a quando ha l'inaspettata occasione di salvare la vita a Milva. Con l'appoggio di quest'ultima entra a far parte della compagnia, e lentamente riesce a ottenere anche la fiducia degli altri compagni in seguito alle sue azioni eroiche e disinteressate, Geralt compreso.
Segue fedelmente Geralt sino allo scontro al castello di Stygga contro Vilgefortz e i suoi alleati, e per permettere a Ciri e ad Angoulême, gravemente ferita, di fuggire, sfida in duello il cacciatore di taglie Bonhart, che lo uccide.

### Emiel Regis Rohellec Terzieff-Godefroy
Emiel Regis Rohellec Terzieff-Godefroy, chiamato semplicemente Regis, è un vampiro di 498 anni. Alla sua prima apparizione, viene descritto come un uomo snello di mezza età con capelli brizzolati, occhi neri e un naso aquilino, con un intenso profumo di erbe come assenzio, basilico, salvia e anice. In quanto vampiro superiore, egli può sparire e riapparire alla vista degli altri esseri viventi a suo piacimento, ammaliare con lo sguardo e assumere la forma di un pipistrello gigante, oltre ad avere la capacità di rigenerarsi. Non beve comunque sangue da anni, in quanto tempo prima decise di "disabituarsi" e cibarsi come gli umani.
Data la sua esperienza lunga di vita, è un individuo colto, di buona educazione ed estremamente intelligente e sveglio.
Geralt, Ranuncolo e Milva lo incontrano in Il battesimo del fuoco, mentre viaggiano con il gruppo del nano Zoltan Chivay. Si presenta a loro come un barbiere proveniente da Dillingen, ma viene presto smascherato da Geralt, che lo vuole immediatamente allontanare dal gruppo nonostante gli abbia salvato la vita per ben due volte in poco tempo. Ritorna qualche ora più tardi, accettato anche se con paura da Milva, Ranuncolo e Cahir, che vogliono comunque fidarsi di lui, e in breve anche da Geralt, che conta sul fatto che possa guidarli da dei druidi che potrebbero avere informazioni su Ciri e che si fida del suo comportamento corretto. Col tempo, lo strigo arriverà a considerare il vampiro un suo amico.
Con la compagnia di Geralt raggiunge infine il castello di Stygga, covo del mago Vilgefortz, e trae in salvo Ciri trucidando gli accoliti che la tenevano prigioniera. Durante lo scontro tra Vilgefortz e Geralt e Yennefer, salva quest'ultima balzando a sorpresa sul folle mago in forma di pipistrello, per poi trasformarsi nella sua forma originale e morderlo al collo. Vilgefortz era però già preparato a uno scontro con un vampiro, e lo afferra con delle mani divenute arroventate come ferro incandescente facendolo quasi a pezzi, per poi lanciarlo contro una colonna e disintegrarlo evocando una vampata di fuoco bianco sotto gli occhi impotenti di Geralt.
Nonostante nei romanzi sia morto, il personaggio fa la sua ricomparsa nel DLC Blood and Wine dell'ultimo videogioco The Witcher 3: Wild Hunt. Al loro incontro Regis spiega a Geralt che, dopo essere stato ridotto in cenere, un altro vampiro superiore di nome Dettlaff lo trovò e decise di aiutarlo a rigenerarsi, salvandolo dall'oblio eterno (in quanto le anime dei vampiri superiori non possono più accedere all'aldilà restando prigioniere in un limbo). Insieme all'amico cerca di scoprire il motivo dei delitti da parte di un vampiro, che si scoprirà essere proprio Dettlaff. In base alle scelte compiute, alla fine si potrà decidere se lasciar vivo Dettlaff, se invece si decide di ucciderlo Regis combatterà insieme a Geralt e dopo che il witcher lo avrà sconfitto sarà Regis a dargli il colpo di grazia uccidendolo definitivamente.

### Angoulême
Angoulême è una giovane criminale che, in seguito a varie circostanze, decide di unirsi alla compagnia di Geralt nel loro viaggio in La Torre della Rondine. Volgare, allegra e scherzosa anche nelle peggiori situazioni, è anche un'abile combattente con le armi bianche.
Muore tra le braccia di Ciri durante l'assalto al castello di Stygga, trafitta da una lancia nemica.

### Triss Merigold
Triss Merigold è una maga dotata (ma sempre non al livello di incantatori come Yennefer), molto amica di Yennefer e di Geralt. È comunque un'abile guaritrice ed esperta nella creazione di vari elisir, anche se lei stessa non può farne uso in quanto allergica.
Con lo strigo, in un periodo imprecisato durante una delle lunghe "pause a tempo indeterminato" con Yennefer, ha avuto una breve ma intensa relazione amorosa, forzata però da un incantamento di Triss lanciato sullo strigo. Geralt tiene comunque molto a lei come amica e non ritiene un errore ciò che è avvenuto tra i due, al contrario della donna, che si pente di ciò che ha fatto alla sua amica. Nonostante la fine della relazione, Triss è costantemente e ossessivamente attratta da Geralt, ma per rispetto della sua amicizia con Yennefer ha limitato il più possibile ogni approccio amoroso con lui. Nonostante precedentemente sia stata per Ciri una mentore e, a suo dire, una sorella maggiore prima che la ragazza venisse affidata a Yennefer, entra a far parte della Loggia delle Maghe di Filippa Eilhart, che lavora per rintracciare Ciri e sfruttare il suo stato di sangue (sia come principessa di Cintra che come discendente di Lara Dorren) facendola entrare nella loro cerchia.
Anche se è descritta con lunghi e sciolti capelli castani con bagliori dorati, suo segno distintivo e di profondo vanto, e occhi azzurri, nella serie di videogiochi è rappresentata con capelli rosso fuoco, sempre raccolti in due chignon bassi, lentiggini e occhi verdi. Data la mancanza di Yennefer sino a The Witcher 3: Wild Hunt, sia in The Witcher che in The Witcher 2: Assassins of Kings Triss rappresenta la prima scelta amorosa di Geralt, in alternativa a Shani nel primo videogioco e ad altre nel secondo. Nel terzo e ultimo capitolo della serie, Geralt potrà scegliere definitivamente tra Triss e Yennefer. Nel caso si scelga Triss, Geralt avrà una relazione amorosa con lei in un faro.
Data la sua popolarità come personaggio femminile di punta nella serie di videogiochi The Witcher di CD Projekt RED, nel maggio 2011 le è stato dedicato un volume della versione polacca della rivista erotica Playboy.
Nei videogiochi è doppiata da Agnieszka Kunikowska in polacco e da Jules De Jongh (solo in The Witcher) e da Jaimi Barbakoff in inglese, mentre in italiano a prestarle la voce in The Witcher è Donatella Fanfani.

### Yarpen Zigrin
Yarpen Zigrin è un nano cacciatore di draghi che Geralt incontra per la prima volta in La spada del destino, nel racconto I limiti del possibile, dove con la sua banda formata da altri cinque componenti (Lucas Corto, Paulie Dahlberg, Regan Dahlberg, Xavier Moran e Yannick Brass) si unisce agli "Irriducibili di Crinfrid" (un trio di umani, anch'essi cacciatori di draghi) per uccidere un drago verde. Anche se durante l'avventura il gruppo di Yarpen ebbe degli screzi con Geralt, Ranuncolo e Yennefer, quando lo strigo, in viaggio con Ciri e Triss Merigold, li incontra nuovamente (a parte Lucas Corto, ritiratosi per sposarsi) mentre fanno da scorta a una carovana, lui e Yarpen si salutano amichevolmente e il nano si offre subito favorevole ad accoglierli per aiutare Triss, gravemente malata.
In La Signora del Lago partecipa alla battaglia di Brenna, decisiva per la guerra tra i Regni del Nord e Nilfgaard, fianco a fianco con Zoltan Chivay e Dennis Cranmer (entrambi vecchie conoscenze di Geralt) e dalla parte dei primi. Sopravvissuto alla battaglia, verso la fine dello stesso romanzo incontra un'ultima volta Geralt e Ranuncolo a Rivia, con Zoltan, dove festeggiano la loro riunione con un abbondante pranzo. Quando poco dopo scoppia il pogrom contro i non-umani, Geralt si butta nella mischia per difendere lui e Zoltan, venendo ferito mortalmente. Quando i due nani se ne rendono conto, escono dalla locanda ascia in pugno per difendere lo strigo, sbaragliando gli ultimi rivoltosi rimasti nella strada. Aiutano poi Triss e Ranuncolo a caricare Geralt e Yennefer sulla barca con cui Ciri li porta via nella nebbia.
Compare sia nella serie televisiva che nel film ispirati alla saga, interpretato da Jarosław Boberek. Nei videogiochi, viene nominato in The Witcher e compare come personaggio secondario in The Witcher 2: Assassins of Kings.

### Zoltan Chivay
Zoltan Chivay è un nano che Geralt incontra mentre viaggia con Ranuncolo e Milva in Il battesimo del fuoco. Accompagnato dal suo pappagallo Feldmaresciallo Duda, dai nani Munro Bruys, Yazon Varda, Caleb Stratton, Figgis Merluzzo e dallo gnomo Percival Schuttenbach, offre al gruppo dello strigo di unirsi a loro e al ristretto numero di donne e bambini profughi cui fanno da scorta. La compagnia, a cui intanto si aggiunge il vampiro Regis, si divide inevitabilmente durante un attacco di Nilfgaard all'accampamento nei pressi di Breza. Geralt rincontrerà il gruppo di Zoltan alcuni giorni dopo, ma senza Caleb, ucciso dai nilfgaardiani. Dopo aver continuato a viaggiare insieme per breve tempo, Zoltan annuncia che lui e i suoi amici si dirigeranno a Mahakam, a casa loro. Si congeda da Geralt regalandogli il suo sihill, una preziosa spada nanica.
Combatte con Yarpen Zigrin alla battaglia di Brenna nell'ultimo romanzo La Signora del Lago, dalla parte dei Regni del Nord. Verso la fine dello stesso romanzo pranza con Yarpen, Geralt e Ranuncolo a Rivia per festeggiare il loro rincontro. Quando poco dopo scoppia il pogrom contro i non-umani, Geralt si butta nella mischia per difendere lui e Yarpen, venendo ferito mortalmente. I due nani escono armati dalla locanda per difendere lo strigo dagli ultimi rivoltosi rimasti nella strada, per poi, all'arrivo di Ciri, aiutare Triss e Ranuncolo a caricare Geralt e Yennefer sulla barca con cui Ciri li porta via nella nebbia.
Compare in tutti e tre i videogiochi di CD Projekt RED, doppiato in polacco da Paweł Szczesny e in inglese da Peter Marinker in The Witcher e da Alexander Morton in Assassins of Kings e Wild Hunt.

### Strighi di Kaer Morhen
Dopo l'assedio della fortezza degli strighi Kaer Morhen, che distrusse parte della muraglia principale e vide la morte di quasi tutti gli strighi al momento lì presenti, l'anziano Vesemir è rimasto l'unico maestro strigo della Scuola del Lupo. Ciò ha interrotto anche la formazione di nuovi strighi a Kaer Morhen, in quanto Vesemir non è in grado di creare i mutageni e le erbe necessarie a eseguire i cosiddetti "cambiamenti" a cui devono essere sottoposte le reclute. Nonostante l'età avanzata, sembra comunque essere ancora in ottima forma fisica. In inverno, nella fortezza Geralt si ritrova, oltre che con Vesemir, con gli strighi Eskel, della stessa età di Geralt e con il quale quest'ultimo affrontò le prove per diventare uno strigo, Lambert, di poco più giovane di Eskel, e Coën, il più giovane dei tre. Vesemir rimane per loro una figura paterna anche a distanza di molti decenni, come anche per la maga Triss Merigold, che ha più volte fatto visita a Kaer Morhen. Gli strighi insegnano a combattere alla piccola Ciri quando Geralt la porta a Kaer Morhen, e soprattutto Coën stringe un rapporto quasi fraterno con la bambina. Dopo che Geralt e Ciri partono con Triss in Il sangue degli elfi, solo Coën farà un'ulteriore apparizione nella saga letteraria, quando il suo corpo senza vita viene presentato alla tenda ove viene prestato soccorso ai feriti durante la battaglia decisiva tra i Regni del Nord, per i quali il giovane strigo ha combattuto, e Nilfgaard.
Dei quattro strighi solo Vesemir compare nel film e nella serie televisiva polacca, nei quali è interpretato da Jerzy Nowak, anche se il suo ruolo è leggermente distorto rispetto a quello descritto nella serie di libri e nei videogiochi (non viene indicato come un vero e proprio strigo, ma piuttosto come un druido).
Nei videogiochi The Witcher e The Witcher 3: Wild Hunt compaiono, oltre a Vesemir, anche Lambert ed Eskel. Proprio nell'ultimo capitolo della serie videoludica, Vesemir muore nel tentativo di salvare Ciri dalla Caccia Selvaggia, per mano di Imlerith, venendo poi vendicato da Geralt e da Ciri. In base alle scelte compiute nel gioco, c'è anche la possibilità che anche Lambert venga ucciso. Dopo la morte del loro maestro, Lambert ed Eskel decidono di non tornare più alla fortezza durante gli inverni.

## Antagonisti

### Vilgefortz di Roggeveen
Vilgefortz di Roggeveen è un potente e spietato mago, inizialmente membro del Consiglio dei maghi e successivamente, in seguito alla sua rottura causata dalla rivolta da lui attuata a Thanedd da parte dei maghi alleati con Nilfgaard ai danni di quelli dei Regni del Nord o neutrali, indiretto alleato dell'imperatore Emhyr var Emreys. Il suo obiettivo primo è tuttavia imprigionare la Figlia del Sangue Antico, Ciri, per attuare su di lei i suoi folli esperimenti, e solo dopo consegnarla a Nilfgaard. Durante la battaglia a Thanedd non riesce a rapirla solo grazie all'intervento di Geralt, che gli sbarra la strada e permette a Ciri di oltrepassare il portale della Torre del Gabbiano. Tuttavia, il bastone magico di Vilgefortz si rivela più potente delle abilità con la spada di Geralt, e per poco non uccide lo strigo.
Dopo aver imprigionato Yennefer, la tortura e la usa per rintracciare la ragazza, cosa in cui però non riesce a causa della forte volontà della maga. Rintraccia invece lo strigo Geralt, a cui decide di mettere alle calcagna il mezzelfo Schirrù per ucciderlo, mentre manda il suo apprendista e sottoposto Rience alla caccia di Ciri. Entrambi falliscono, e proprio quando sembra avere in pugno anche Ciri, Geralt e la sua compagnia irrompono nel suo covo. Sfida faccia a faccia prima Yennefer e successivamente Geralt, che riesce a ucciderlo solo grazie all'intervento di Regis, che però perde la vita nello scontro, e a un medaglione con un potente incantesimo di illusione dato allo strigo dalla maga Fringilla Vigo.

### Leo Bonhart
Leo Bonhart è un malvagio cacciatore di taglie senza scrupoli e pietà, esperto combattente con la spada e autore di svariati assassinii, compresi quelli di diversi strighi. Viene descritto con dei grandi occhi da pesce e dei grossi baffi neri.
Tiene prigioniera Ciri, legata a un collare di ferro, dopo aver trucidato tutta la banda dei Ratti a parte lei. Quando la ragazza riesce a sfuggirgli, inizia una caccia spietata alleandosi con Vilgefortz e Allocco.
Viene ucciso da Ciri stessa, che più volte aveva umiliato sia in combattimento che non, dopo un lungo e intenso duello nel castello di Stygga.

### Stefan Skellen
Stefan Skellen, detto Allocco, è un coroner dell'imperatore di Nilfgaard Emhyr var Emreis, incaricato di trovare Cirilla. Egli però ambisce a un rovesciamento di potere a Nilfgaard, e si allea dapprima con alcuni principi cospiratori e successivamente anche con Vilgefortz per trovare Ciri e ucciderla, e successivamente usare la maga Yennefer di Vengerberg per uccidere l'imperatore. È lui a causare la profonda cicatrice che Ciri porta nella guancia sinistra, durante la fuga di quest'ultima da Bonhart. È l'unico a salvarsi, con un pugno dei suoi mercenari, dopo l'assalto della compagnia di Geralt al castello di Vilgefortz, solo per venire catturato dalle truppe di Emhyr var Emreis ed essere condannato a morte per tradimento.

### La Loggia delle Maghe
La Loggia delle Maghe è un gruppo segreto di maghe creato da Filippa Eilhart dopo la rottura del Circolo e del Consiglio dei maghi a Thanedd. Ella aspira a far tornare nelle mani delle maghe (e non i maghi) il destino del mondo, e per questo anche a far entrare Cirilla nel sodalizio. Le maghe che Filippa decide subito di contattare sono Margarita Laux-Antille, Triss Merigold, Keira Metz, Sabrina Glevissig, Sheala de Tansarville, Francesca Findabair e Assire var Anahid. A queste dà poi la possibilità di scegliere tre ulteriori candidate, in modo che poi, con l'aggiunta di Ciri, la Loggia conti esattamente dodici membri. Assire propone Fringilla Vigo, mentre Francesca presenta l'elfa Ida Emean aep Sivney e Yennefer di Vengerberg, portata lì contro il suo volere e che assolutamente non abbraccia l'idea di sfruttare Ciri per aumentare il potere delle maghe sui Regni del Nord e su Nilfgaard. Yennefer riesce a fuggire dal suo primo incontro della Loggia grazie all'inaspettato aiuto di Fringilla Vigo, che la aiuta a teletrasportarsi vicino alle Isole Skellige, a parecchie miglia di distanza.
Successivamente la Loggia si serve di Fringilla per trattenere il più possibile la compagnia dello strigo Geralt di Rivia a Toussaint, così che le maghe possano nel frattempo rintracciare Vilgefortz e trovare Ciri. Ella però fallisce, e Geralt parte prima del previsto verso il covo di Vilgefortz, rivelando a Fringilla un luogo falso per depistare eventuali avversari, non fidandosi completamente di lei. Una volta cessata la continua guerra tra i Regni del Nord e Nilfgaard, influenzano indirettamente le trattative per le negoziazioni della pace.
Tempo dopo, quando Yennefer è riuscita a salvare Ciri, contattano la maga e le impongono di presentarsi a Montecalvo, loro sede, con la ragazza. Filippa Eilhart illustra quindi a Ciri i piani che hanno progettato su di lei: sposare un principe e avere con lui un figlio, per poi unirsi ufficialmente alla Loggia. Ciri riesce a ottenere il permesso di poter salutare un'ultima volta Geralt e spiegargli l'accaduto, ma una volta allontanatesi dalla Loggia sia lei che Yennefer non vi faranno più ritorno in seguito agli avvenimenti di Rivia. Come i Withcer, anche chi diventa mago comporta alcuni pro e contro. Chi apprende la magia, acquisisce particolari poteri, una estrema longevità ed è in grado di modificare fisicamente il proprio corpo togliendovi le anomalie fisiche, mostrandosi molto attraenti. Come i Withcer però, il prezzo da pagare per la magia è la sterilità, non potendo più concepire figli. Tuttavia la cosa continua ad essere studiata. In particolare da Yennefer, intenta a trovare un rimedio.

### Emhyr var Emreis
Emhyr var Emreis, soprannominato Deithwen Addan yn Carn aep Morvudd (la Fiamma Bianca Danzante sui Tumuli dei Nemici), è l'implacabile e spietato imperatore di Nilfgaard. Cerca Ciri in quanto discendente dell'elfa Lara Dorren e oggetto di un'antica profezia; vuole quindi sposarla e metterla sul trono di Nilfgaard (nonostante la ragazza, in gran segreto, sia sua figlia biologica), così da farle concepire un figlio che sarà padre di colui che "sarà padrone del mondo e salverà il mondo dalla distruzione", come appunto dice la profezia.
Prima di tornare a Nilfgaard e reclamare il trono da imperatore, egli era afflitto da una potente maledizione che lo trasformava in un essere mostruoso (ma pur sempre dotato di coscienza e autocontrollo) per gran parte del giorno e vagava per i Regni del Nord sotto il falso nome di Duny o Istrice. Riuscì a sposare Pavetta, figlia di Calanthe e principessa di Cintra, che da lui concepì per l'appunto Ciri, destinata però allo strigo Geralt di Rivia dopo un giuramento fatto da Duny stesso, per ripagarlo di averlo aiutato a spezzare per sempre la sua maledizione (la cosiddetta "Legge della Sorpresa"). Dopo la nascita di Ciri, cerca di portare sia la figlia che la moglie Pavetta a Nilfgaard. Quest'ultima, però, scopre il suo piano e non porta Ciri con sé, scatenando le ire di Duny che, durante il litigio, la fa cadere involontariamente fuori bordo e causa la sua morte. Duny, ripresi i panni di Emhyr var Emreis, figlio dell'imperatore Fergus var Emreis, torna da solo a Nilfgaard per reclamare il trono usurpato dall'assassino di suo padre e il responsabile della sua maledizione, mentre Pavetta non verrà più ritrovata e verrà data per morta in mare insieme a "Duny".
Quando, verso la fine degli eventi dell'ultimo romanzo della saga La Signora del Lago, ritrova Ciri con Geralt e Yennefer, capisce quanto la figlia sia ormai legata allo strigo e alla maga, e decidendo anche di rispettare il suo antico patto con Geralt, incredibilmente impietosito abbraccia un'ultima volta la figlia. Sposa comunque una falsa Ciri, per poter prendere possesso del Regno di Cintra.
Nella serie televisiva (nella quale appare in un solo episodio e come Duny/Istrice) è interpretato da Dariusz Jakubowski, mentre è doppiato da Piotr Grabowski in polacco e da Charles Dance in inglese nel videogioco The Witcher 3: Wild Hunt, nel quale mobilita le sue truppe e convoca Geralt attraverso Yennefer, sua maga di corte, per mandarlo alla ricerca della figlia Ciri, braccata dalla Caccia Selvaggia, che vuole inoltre mettere al posto di imperatrice come sua diretta erede. Sempre nello stesso videogioco invade con il suo esercito i Regni del Nord ormai indeboliti dai regicidi da lui commissionati in The Witcher 2: Assassins of Kings. Il suo destino può cambiare a seguito di alcune scelte importanti fatte da Geralt durante il corso del gioco. Nel gioco di carte online Gwent è doppiato da Mario Zucca.